# لوهری
لوهری (به انگلیسی: Lohri؛ پنجابی: ਲੋਹੜੀ) یک جشنواره زمستانی در پنجاب است. جشنواره مردمی توسط اکثر مردم به‌ویژه هندوها و سیک‌ها و عمدتاً در شمال هند برگزار می‌شود. افسانه‌های مربوط به جشنواره لوهری بسیار است که اغلب آن‌ها این جشنواره را به منطقه پنجاب پیوند می‌دهند. بسیاری بر این باورند که این جشنواره پراهمیت، بزرگداشت انقلاب زمستانی است و لوهری پایان زمستان را نشان می‌دهد و به این ترتیب مردم در منطقه شمالی شبه قاره هند از روزهای طولانی‌تر و سفر خورشید به نیمکره شمالی استقبال می‌کنند.
در این جشن آتش‌بازی‌های فراوانی مشاهده می‌شود که نمادی برای جرقه‌ای هست که به هر چیزی زندگی می‌بخشد. در جشن لوهری مردم با روشن کردن آتش و آتش‌بازی و رقص و شادی، برای سال آینده دعا و درخواست برکت و رحمت و محصولات فراوان می‌کنند.
این جشنواره شب قبل از جشن مگهی، که به نام ماکار سانکرانتی نیز شناخته می‌شود، و مطابق با بخش شمسی تقویم قمری ویکرامی معین می‌شود که معمولاً هر سال با تاریخ ۱۳ ژانویه در تقویم میلادی مصادف می‌شود.
لوهری در پنجاب، منطقه جامو در جامو و کشمیر و هیماچال پرادش تعطیل رسمی است. این فستیوال در دهلی و هاریانا نیز جشن گرفته می‌شود، اما تعطیل رسمی نیست. در همه این مناطق، این جشن توسط هندوها، سیک‌ها، مسیحیان و مسلمانان برگزار می‌شود. در پنجابِ پاکستان، این جشنواره به‌شکل رسمی برگزار نمی‌شود، اما هندوها و سیک‌ها و برخی از مسلمانان این جشنواره را در روستاهای پنجاب و در شهرهای فیصل آباد و لاهور برگزار می‌کنند. محمد طارق، مدیر سابق شورای هنری فیصل آباد، معتقد است که زنده نگه‌داشتن این جشنواره مهم است چرا که لوهری در پنجاب پاکستان و در پنجاب هند جشن گرفته می‌شود و پیوندی است مسان این دو.
لوهری یک فستیوال باستانی در اواسط زمستان است که از مناطق نزدیک کوه‌های هیمالیا، که زمستان سردتر از بقیه شبه قاره است، سرچشمه می‌گیرد.
هندوها و سیک‌ها به‌طور سنتی پس از هفته‌ها کار کشت و زرع در فصل برداشت بهاری محصول، در حیاط‌های خود آتش روشن می‌کنند، در اطراف آتش دور هم جمع می‌شوند، با هم آواز می‌خوانند، می‌رقصند تا پایان زمستان و شروع روزهای طولانی‌تر را بشارت دهند.

## تاریخ
لوهری به تقویم ویکرامی مرتبط است و یک روز قبل از جشن مگهی در پنجاب، که در بقیه هندوستان با نام ماکار سانکرانتی جشن گرفته می‌شود، برگزار می‌شود. در این تقویم، لوهری در ماه پاوش اتفاق می‌افتد و توسط بخش شمسی تقویم پنجابی قمری تنظیم می‌شود که در بیشتر سال‌ها در حدود ۱۳ ژانویه تقویم میلادی است.

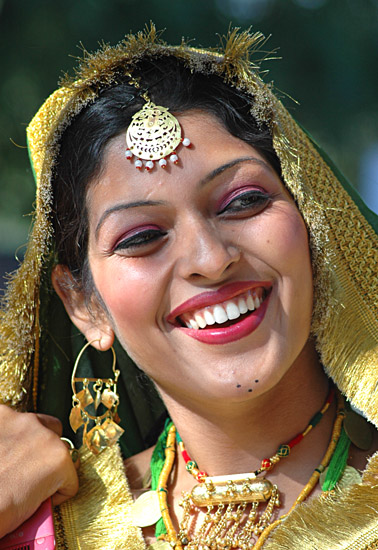
زن پنجابی منتظر شرکت در رقص گیدا

درواقع، پنجابی‌ها به جای جشن گرفتن لوهری در آستانه انقلاب زمستانی، آن را در آخرین روز ماهی که در آن انقلاب زمستانی رخ می‌دهد، جشن می‌گیرند. لوهری یادبود گذر از انقلاب زمستانی است.

## اشارات تاریخی
ارجاعات تاریخی به لوهری، توسط بازدیدکنندگان اروپایی دربار لاهور مهاراجیت سینگ، مانند وید که در سال ۱۸۳۲ با مهاراجه ملاقات کرد، ذکر شده‌است. اشاره‌های بیشتری توسط کاپیتان مکسون از مهاراجه رانجیت سینگ در توزیع لباس و مبالغ هنگفت پول به عنوان پاداش در روز لوهری در سال ۱۸۳۶ در دست است. جشن لوهری با برافراشتن آتش بزرگ در شب نیز در دربار سلطنتی در سال ۱۸۴۴ مورد توجه قرار گرفته‌است.
گزارش‌های مربوط به جشن لوهری در محافل سلطنتی دربارهٔ ریشه‌های این جشن چیزی نمی‌گویند. با این حال، باور مردمی زیادی در مورد لوهری وجود دارد. لوهری جشن فرا رسیدن روزهای طولانی‌تر پس از انقلاب زمستانی است. بر اساس افسانه‌های عامیانه، در زمان‌های قدیم لوهری را به‌طور سنتی در پایان ماهی که انقلاب زمستانی رخ می‌دهد جشن می‌گرفتند. زمانی که خورشید در سفر به سمت شمال پیش می‌رود، روزها طولانی‌تر می‌شود. روز بعد از لوهری به نام مگهی سنگراند جشن گرفته می‌شود.

## اهمیت
اهمیت این جشنواره باستانی مرتبط با منطقه پنجاب این است که جشن فصل زراعی زمستانی است و همچنین آغاز فصل برداشت و روزهای آفتابی است.
افزون بر این، یک باور مردمی رایج، لوهری را به داستان دولا بهاتی پیوند می‌دهد. موضوع اصلی بسیاری از آهنگ‌های لوهری، افسانه دولا بهاتی (I. E Rai Abdullah Bhatti) است. در این داستان آمده که پدر او زمینداری بود که در زمان سلطنت اکبر امپراتور گورکانی هند در پنجاب زندگی می‌کرد و در آنجا به عنوان یک قهرمان شناخته می‌شد، زیرا دختران پنجابی را اسیر شدن و بردن اجباری برای فروش در بازار برده‌داری خاورمیانه نجات می‌داد. در میان کسانی که او نجات داد، دو دختر به‌نام‌های ساندری و موندری بودند که به تدریج به موضوع فولکلور پنجاب تبدیل شدند. به عنوان بخشی از مراسم جشن‌های لوهری، کودکان در اطراف خانه‌ها می‌گردند و ترانه‌های محلی سنتی لوهری را با نام «دولا بهاتی» می‌خوانند. پس از پایان آواز، از بزرگسالان خانه انتظار می‌رود که به گروه آواز نوجوانان تنقلات و پول بدهند.

## مراسم
این جشنواره با روشن کردن آتش، خوردن غذاهای این جشن، رقص و آواز و دریافت هدایا جشن گرفته می‌شود. لوهری با آتش‌افروزی جشن گرفته می‌شود. افروختن آتش در این جشنواره زمستانی یک سنت باستانی است. مردم باستان آتش را روشن می‌کردند تا بازگشت روزهای طولانی را دوباره نوید دهند. این یک سنت بسیار باستانی است.
اغلب مردم شمال هند در خانه‌های خود جشن‌های ویژهٔ لوهری را برگزار می‌کنند. آیین‌های لوهری با همراهی آوازهای خاص لوهری اجرا می‌شود. لوهری یک مناسبت عالی است که برای کشاورزان اهمیت زیادی دارد. با این حال، مردم ساکن در مناطق شهری نیز لوهری را جشن می‌گیرند، زیرا این جشنواره فرصت تعامل با خانواده و دوستان را فراهم می‌کند.
در خانه‌هایی که اخیراً ازدواج یا زایمان داشته‌اند، جشن‌های لوهری باشور بیش‌تری به انجام می‌رسد. همه به عروس و داماد هدیه می‌دهند؛ چیزهایی مانند آجیل یا شیرینی، اما هدیه مادر شوهر طلا یا جواهر است. نوزادان نیز از دریافت هدایای فامیل بی‌نصیب نمی‌مانند.
آواز خواندن و رقصیدن بخش اصلی این جشن‌ها را تشکیل می‌دهد. هنگام غروب مردم درخشان‌ترین لباس‌های خود را می‌پوشند و گردهم می‌آیند دور آتش حلقه می‌زنند، برای فراوانی محصول و باروری و برکت دعا می‌کنند و با ضرب آهنگ دهل رقص‌های پرانرژی بانگرا و گیدا را انجام می‌دهند. رقص‌هایی توأم با شادی؛ شادی پایان یافتن روزهای سرد زمستان و آغاز فصل تازهٔ کشاورزی و زراعت. در رقص بانگرا حرکات موزون پاها شانه‌ها و دیگر اندام رقصنده‌ها به‌طور هماهنگ صورت می‌گیرد و دست‌ها باید در تمام مدت رقص بالا نگهداشته شود. در این جشن آوازهای پنجابی خوانده می‌شود و همه شاد می‌شوند.
معمولاً خوراکی‌هایی مانند سارسون دا ساگ (Sarson da saag) و ماکی دی روتی (makki di roti) به عنوان غذای اصلی در یک شام لوهری سرو می‌شود. نوشیدنی‌های این جشن غیر الکلی است.

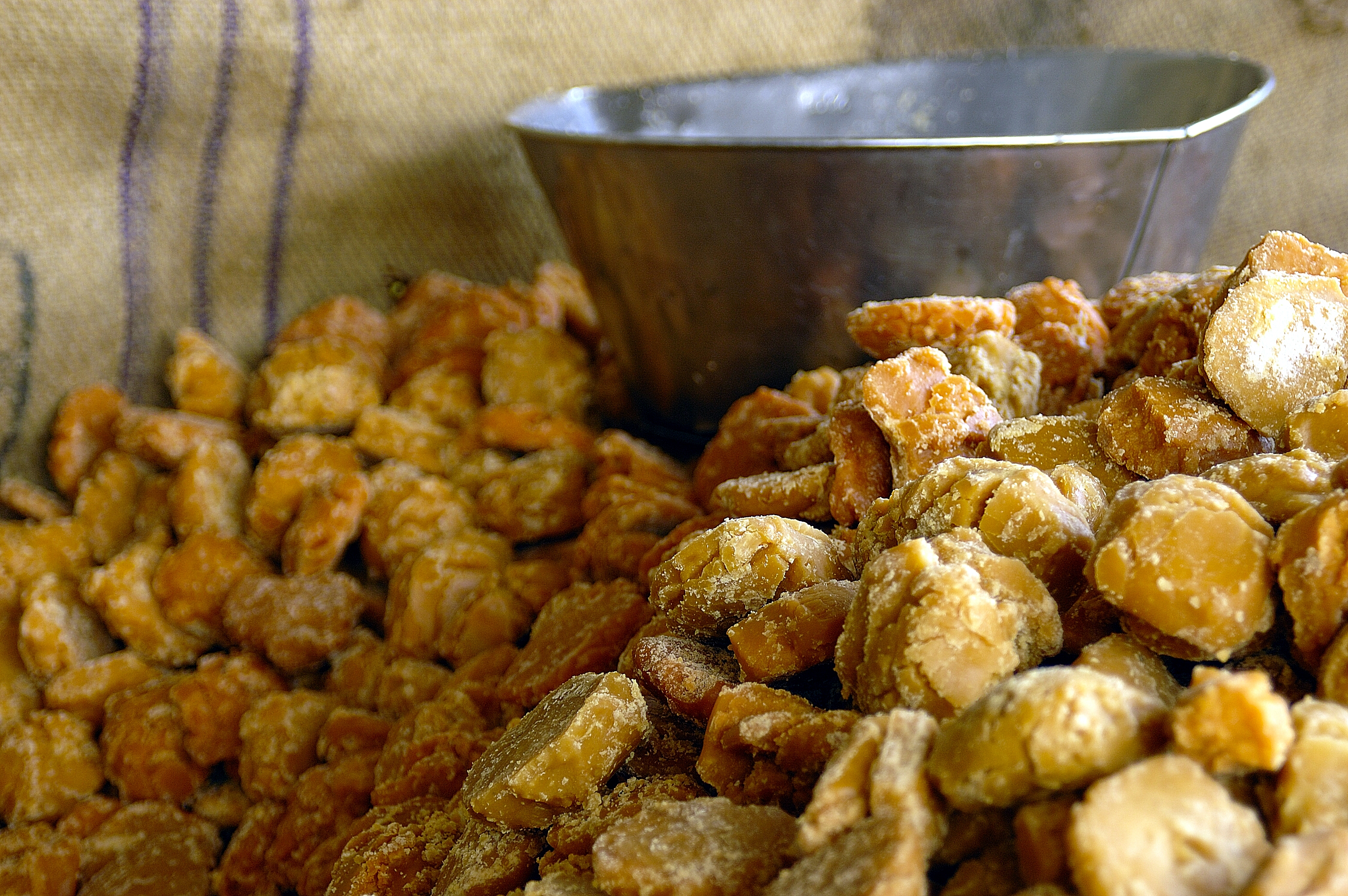
گور، آب نیشکر جامد و تصفیه نشده، یک شیرینی سنتی این جشن است.

در پنجاب، جشنواره برداشت لوهری با خوردن ذرت بوداده از برداشت جدید همراه است. در جشنواره لوهری برداشت نیشکر در ژانویه جشن گرفته می‌شود. محصولات به‌دست آمده از نیشکر، مانند گور و گچک در جشن‌های لوهری و آجیل که در ژانویه برداشت می‌شوند، محوریت دارند. یکی دیگر از مواد غذایی مهم لوهری تربچه است که بین اکتبر تا ژانویه قابل برداشت است. سبزی خردل عمدتاً در ماه‌های زمستان کشت می‌شود زیرا محصول مناسب با شرایط کشاورزی-اقلیمی است. بر این اساس، سبزی خردل نیز محصول زمستانه است. خوردن گجک، سارسون دا ساگ با مکی دی روتی، تربچه، آجیل زمینی و انگور مرسوم است. همچنین خوردن «تیل برنج» که از مخلوط کنجد و برنج پف کرده درست می‌شود، به صورت سنتی مرسوم است. در برخی جاها، این غذا، بیشتر شبیه به یک میان‌وعده است و «تیلچولی» نامیده می‌شود.

## لوهری و سال مالی
از نظر تاریخی، در طول قرن نوزدهم، هزینه‌های جشن‌های لوهری یا مگهی از درآمد محصولات زمستانی جمع‌آوری می‌شد.

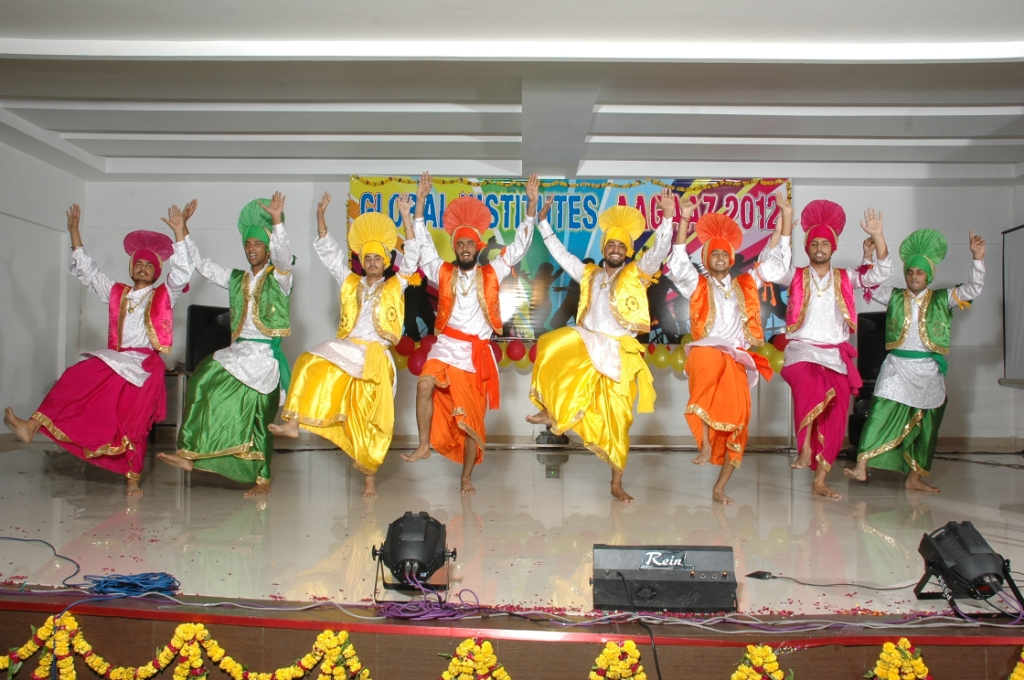
رقص بانگرا

## جشنواره‌های مشابه در کشورهای دیگر
جشنواره‌های انقلاب زمستانی در مناطق مختلف در سراسر جهان جشن گرفته می‌شود. جشنواره یول در طول جشن‌های کریسمس برگزار می‌شود که در آن یک چوب به یاد انقلاب زمستانی سوزانده می‌شود.
جشن هوگمانای در روز سال نو برگزار می‌شود. جشنواره آتش استون هاون در اسکاتلند زاده مستقیم روشن کردن آتش انقلاب زمستانی است. رویداد دیگری در هر ۱۱ ژانویه مشاهده می‌شود که کلاوی شعله‌ور (بشکه‌ای پر از چوب‌ها) در بورگهد حمل می‌شود و در تپه دوری گوه می‌شود. هنگامی که سوخته می‌شود، مردم اخگرهای دود شده را می‌گیرند تا برای سال آینده خوش شانسی بیاورند.
برخی از مراسم این جشنواره بی‌تناسب با جشن‌های چهارشنبه‌سوری و مهرگان در ایران نیست.